# 斯科特·斯威夫特
斯科特·哈比森·斯威夫特 （英語：Scott Harbison Swift，1957年12月1日—），美国海军退役上将，前美国太平洋舰队司令、美國國防部海軍參謀處長、第七舰队司令等职。斯威夫特毕业于圣迭戈州立大学，通过海航预备军官候补計畫，于1979年授階为军官，為海軍飛行員。

## 荣誉

### 外国勋章奖章
- 旭日重光章（日本，2013年7月26日公布[2]）
- 旭日大绶章（日本，2018年3月27日公布[3]）